# انتشار الصحف
انتشار أي صحيفة هو عدد النسخ التي يوزعها في اليوم على المتوسط. التوزيع هو واحد من العوامل الرئيسية المستخدمة لتحديد أسعار الإعلانات. وللتعميم ليس الانتشار دائما بنفس النسخ التي بيعت، وغالبا ما يسمى التداول مدفوعة الأجر، منذ ان توزع بعض الصحف دون تكلفة للقارئ. وأرقام القراء عادة ما تكون أعلى من الأرقام المتداولة بسبب افتراض أن قراءة نسخة نموذجية من الصحيفة من قبل أكثر من شخص واحد.
في كثير من البلدان، يتم تدقيق التوزيعات من قبل هيئات مستقلة مثل مكتب مراجعة التوزيع لضمان المعلنين أن الصحيفة تصل بالفعل إلى عدد الجمهور الذي يدعيه الناشر.
في كثير من البلدان المتقدمة يقل توزيع الصحف نتيجة للتغيرات الاجتماعية والتكنولوجية، مثل توافر الأخبار على شبكة الإنترنت. ومن ناحية أخرى، في بعض البلدان النامية يزداد تداولها حيث أن هذه العوامل قد ألغيت بسبب ارتفاع مستويات الدخل، والسكان، ومحو الأمية.